# 姚江
姚江，古名舜江，又名余姚江，是中国浙江省的一条河流，因流经余姚而得名。姚江是甬江的一条支流，发源于余姚市境内的四明山，此后此后流经四明湖水库，向东分成三支，穿过余姚城区后合流，进入宁波城区，在宁波市三江口与奉化江交汇始称甬江。姚江从源头至三江口全长104.5公里，流域面积1934平方公里。
姚江航运的历史悠久，是浙东运河的组成部分，曾在漕粮河海联运中起到过重要作用，也曾是沟通内陆和海上丝绸之路的途径。文化上，姚江畔以王守仁、黄宗羲为代表的一批学者也曾经形成以姚江命名的姚江学派。

## 地理

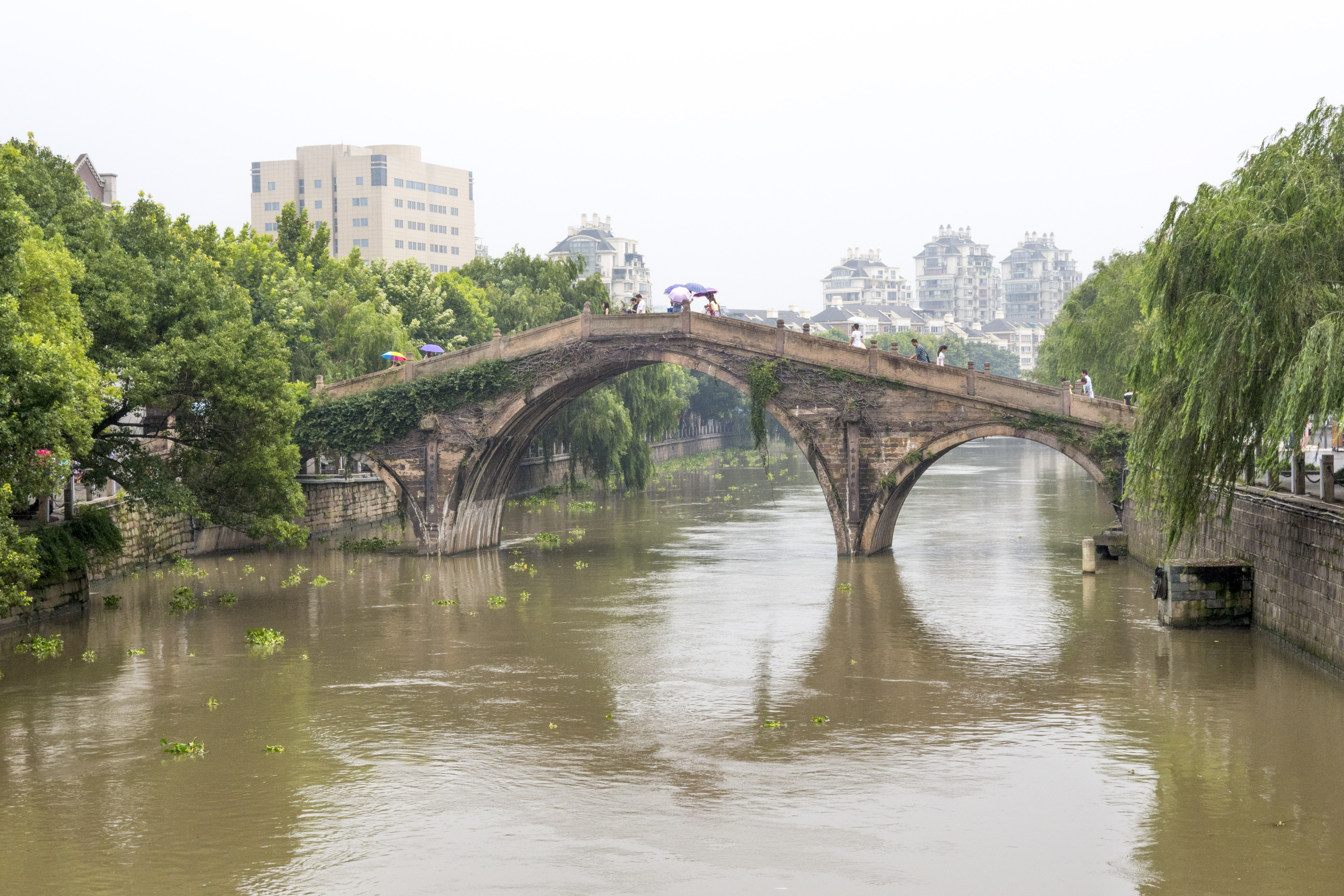
位于余姚城区姚江上的通济桥

姚江发源于余姚市境内的四明山夏家岭东北眠冈山，源头称为梁弄溪。河流进入上虞市，于通明堰接纳来自江坎头的来水后于余姚市马渚镇上陈村再次进入宁波市境并于梁弄镇注入四明湖水库。出水库后河流向北汇合四十里河于新江口，该段河流亦称四明江。新江口之后的河段始称姚江，折向东北依次与十八里河和马渚横河汇合。浙东运河由此进入自然河道并开始宁波段。此后河流经过余姚城区，分为北、中、南三支，北支称候青江，南支称兰墅江，又名最良江。出城后三江合流并曲折向东南，与多条溪流汇合后进入丈亭镇境内的丈亭三江口，汇合慈江，此后向东进入宁波城区，于湾头地区分为两支。其中向东一支长5公里，因截弯取直而成为盲端。另一支为人工河道，经姚江大闸后与原河道汇合，再行3.3公里到达宁波三江口，并与奉化江汇合成为甬江。
水文上，姚江河道平坦，从新江口至姚江大闸的比降小于十万分之一，属于平原型河流。从新江口至姚江大闸河流普遍宽度在50至150米之间，最宽处为250米，平均水深5米。而姚江大闸至三江口的平均河宽达到208米，平均水深在姚江大闸建成前曾达到6.2米，但建闸后河道淤积，水深已减小到4米左右。
地质上，姚江古河道产生于第四纪中更新世至晚更新世期间，河流流向原为东北方向，在今慈溪市庵东镇流入杭州湾。全新世时期，钱塘江河口堆积导致古姚江入海口淤塞，姚江遂改道东行，逐渐形成今日的流向。
姚江的主要支流包括慈江、南庙溪、陆埠溪、大隐溪等。慈江又名后江，发源于镇海区小桃花岭，在丈亭三江口汇入姚江，全长28公里。南庙溪发源于梨洲街道东大片，汇入东山河，全长13.5公里，上游目前建有梁辉水库。陆埠溪原名兰溪，源头为梨洲街道南黄，经过陆埠镇在浦口注入姚江，全长21.5公里。大隐溪又名慈溪，发源于海曙区高桥镇大庵山冈，至大隐镇注入姚江，全长24.5公里。

## 水利

### 水库
四明湖水库是姚江上游的重要水利设施，最大库容1.2554亿立方米，是宁波首座大型水库。水库位于梁弄镇境内，始建于1958年10月，主要作用为灌溉和防洪，兼顾发电和水产养殖。1959年4月开始蓄水，但由于坝体不稳反复加固直至稳定，最终建成于1970年4月。除水利效益外，水库同时也是浙江省重点淡水鱼生产基地。

### 水闸

1959年姚江截弯取直示意图

姚江原为潮汐江，旱季咸潮可通达上虞通明堰，沿岸土地盐碱化，蟹类泛滥。雨季则容易滋生洪涝灾害，不利于农业生产。1932年，鄞县县长陈宝麟曾计划使姚江河口改道，但由于经费和抗日战争原因，迟迟未能开工。1958年8月，宁波市政府开始在江北湾头地区兴建姚江大闸，1959年6月建成。建成后，湾头5公里原河道不再成为姚江主河道，新增引河1.24公里，形成现在的河流形态，剩余的姚江盲端于2004年建成日湖公园。姚江大闸的建设使得困扰沿岸农业生产的咸潮问题得以解决，沿岸土质得到改善。但是，水库也造成姚江河口和甬江淤积严重，因而不得不常年进行清理，航运也受到了一定的影响。
由于姚江上游河床较高，因而旱季河流水位较低，不利农业生产。因此，除姚江大闸外，姚江在余姚城区也包括皇山、竹山、郁浪浦、中舜江4座节制闸，建于1962年至1964年之间，用于保证旱季时四明湖水库来水能够较好地供应周边地区。

### 治污
20世纪80年代开始，随着工业的发展，姚江的污染问题日益严重，水质发黑發臭，鱼类绝迹。1995年检测结果显示河流大部分为五类水质。同年，中国首部针对性江河环保地方法规《宁波市余姚江水污染防治条例》得到通过，此后，沿岸120余家企业被搬迁，网箱养殖也得到了限制。2003年，全线水质恢复3类水质。

## 交通

### 航运
姚江的航运历史悠久。公元300年前后，浙东运河通达宁波。此后历代疏通运河，运河航运始终不废。姚江作为浙东运河中的自然河道，曾经是漕粮海运的重要河道，也曾经沟通内陆和海上丝绸之路。在长期的航运中，为了避免姚江潮汐和水位的影响，在姚江两岸形成了一系列与姚江搭配的复线河道，其中包括姚江南岸的西塘河、北岸的慈江和中大河等人工整治的河道。这些河道在两宋时期已经较为完备，并与和奉化江、甬江相连的其他河道组成了宁波“三江六塘河，一湖居城中”的河网结构，为航运提供了便利。2013年，压塞堰遗址、小西坝旧址和大西坝旧址被列入全国重点文物保护单位（大运河子项）。

### 跨河设施

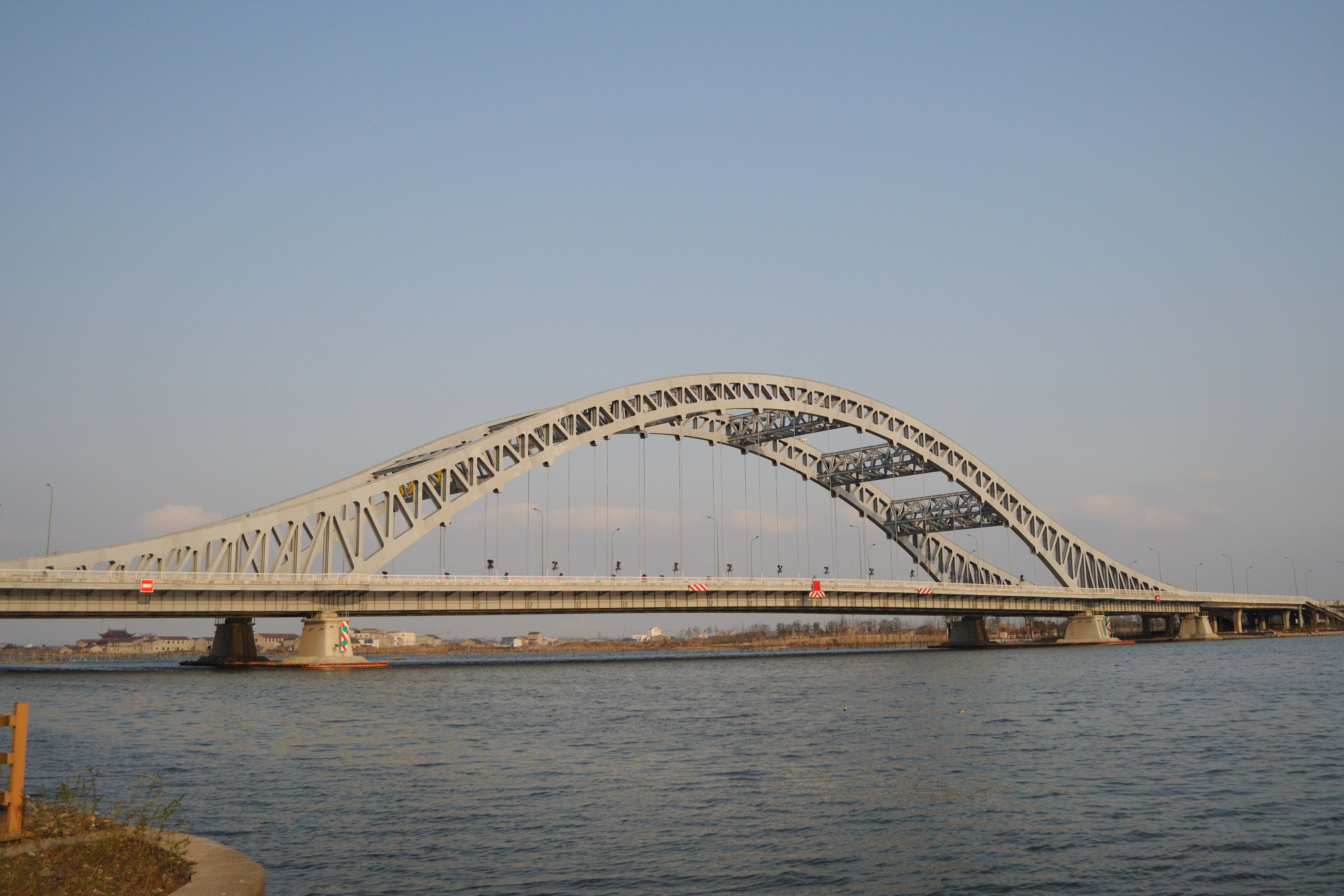
位于姚江支脉的湾头大桥

姚江上中游很早就建有桥梁，其中的通济桥始建于北宋，现有桥梁建于清代，有“浙东第一桥”之称。但下游由于土质等原因，长期只能依靠浮桥和渡船过江。1955年12月，萧甬铁路建设至庄桥站后由于软土地基无法过江，直至1959年方才在苏联专家的指导下建成跨江的青林渡铁路桥。而河口的新江桥浮桥直至1970年方才改为固定桥梁。目前，姚江上的桥梁大都建于20世纪80年代以后。
宁波绕城高速公路以内的跨姚江（含1959年改道后留下的湾头支脉）桥梁和隧道列表如下。
| 名称                                          | 类型     | 载有                                     |
| --------------------------------------------- | -------- | ---------------------------------------- |
| 半浦余姚江特大桥                              | 公路桥梁 | 沈海高速、 宁波绕城高速、 杭州湾环线高速 |
| 西洪大桥                                      | 公路桥梁 | 广元路                                   |
| 邵家渡大桥，在建                              | 公路桥梁 | 邵渡路                                   |
| 青林湾大桥                                    | 公路桥梁 | 机场路                                   |
| 榭嘉-青林湾区间隧道                           | 铁路隧道 | 宁波轨道交通8号线，建设中                |
| 江北大桥                                      | 公路桥梁 | 江北大道                                 |
| 青林渡铁路桥                                  | 铁路桥梁 | 萧甬铁路、杭甬客运专线                   |
| 丽江路-双东路区间隧道                         | 铁路隧道 | 宁波轨道交通4号线                        |
| 华辰大桥                                      | 公路桥梁 | 康庄南路                                 |
| 云飞路（康桥南）-湾头区间隧道（下穿姚江盲端） | 铁路隧道 | 宁波轨道交通7号线，建设中                |
| 湾头大桥（上跨姚江盲端）                      | 公路桥梁 | 康桥南路                                 |
| 姚江大桥                                      | 公路桥梁 | 环城北路                                 |
| 永丰桥                                        | 公路桥梁 | 通途路（新马路段）                       |
| 新芝路-宁波大剧院区间隧道                     | 铁路隧道 | 宁波轨道交通6号线，规划中                |
| 鼓楼-外滩大桥区间隧道                         | 铁路隧道 | 宁波轨道交通2号线                        |
| 解放桥                                        | 公路桥梁 |                                          |
| 新江桥                                        | 公路桥梁 |                                          |

## 历史文化
姚江沿岸有丰富的文化遗存。余姚市河姆渡镇境内的河姆渡遗址可追溯到7000年前，当时的水稻种植已经非常成熟，并出现了畜牧和纺织。江北区慈城镇境内的句章城是宁波境内最早的城池，建于公元前473年，为越王勾践所建，很早就有从事航运的记录。明代中晚期，姚江畔王阳明等学者形成的姚江学派所秉持的心学成为中国古代主观唯心主义哲学的最高峰。古时缺乏桥梁，姚江两岸形成一系列古渡，例如姜家渡、蜀山渡、丈亭渡、车厩渡、黄墓渡（即河姆渡）、城山渡、鹳浦渡、洪陈渡、西江渡、西洪渡、邵家渡、青林渡、李碶渡、桃花渡等大量的渡口。不少渡口尽管已不再使用，但地名仍然存留至今。